# A Christmas Horror Story
A Christmas Horror Story è un film del 2015 diretto da Grant Harvey, Steven Hoban e Brett Sullivan. 
Film horror antologico canadese presentato in anteprima il 20 luglio 2015 al Fantasia International Film Festival, uscito nelle sale e in video on demand il 2 ottobre 2015. Il film è una serie di storie intrecciate legate insieme da una trama che vede William Shatner nei panni di un DJ radiofonico.

## Trama
Dangerous Dan è un DJ radiofonico alcolizzato intento a fare un lungo turno alla stazione radio di Bailey Downs durante il periodo natalizio. Durante la sua trasmissione, continua a ricevere avvisi di un problema al centro commerciale locale, e avvisa i suoi ascoltatori di starne alla larga. Dan continua a suonare la sua musica mentre si svolge una serie di quattro storie:

### Prima Storia
Dylan, Ben e Molly Simon hanno deciso di entrare nella loro scuola, che era un convento, per indagare sull'omicidio di due studenti (uno dei quali era il nipote del DJ Dan), avvenuti nel seminterrato della scuola l'anno prima. I tre finiscono per rimanere rinchiusi nel seminterrato. Molly viene posseduta dopo aver visto un fantasma insanguinato e cerca di sedurre Dylan. Quando lui la rifiuta, Molly lo uccide. Molly seduce con successo Ben e dopo che hanno avuto un rapporto sessuale, il fantasma abbandona il corpo di Molly. Al risveglio, Molly rivela che il fantasma era in realtà un'adolescente incinta di nome Grace, morta, quando la scuola era un convento, a seguito di un raccapricciante aborto che le suore le avevano procurato.  Al fantasma interessa solo che qualcuno concepisca suo figlio e chi si rifiuta, viene assassinato, come evidentemente accaduto con le morti dell'anno precedente. Nonostante sia riuscita a mettere incinta Molly, il fantasma vede Ben con in mano un'arma che interpreta come una minaccia, e lo uccide. Il fantasma quindi apre la porta e permette a Molly di andarsene.

### Seconda Storia
Scott Peters è un agente di polizia che ha lavorato al caso di omicidio dei due studenti l'anno prima, ma ha dovuto prendere un congedo dalla lavoro a causa del trauma. La vigilia di Natale, nonostante la riluttanza di sua moglie, Scott convince la sua famiglia ad andare nei boschi di proprietà di Big Earl per abbattere un albero di Natale per la loro casa. Durante il viaggio, il figlio di Scott, Will, si allontana e si perde. Scott e sua moglie Kim riescono a trovare Will all'interno di un albero e sono felicissimi. Will però inizia a comportarsi in modo strano: diventa molto aggressivo nei confronti del padre e nutre un interesse morboso, quasi edipico, per la madre.  Big Earl contatta la famiglia per avvertirli che quel Will è in realtà un changeling. Il changeling uccide Scott e Kim lo porta da Big Earl, il quale afferma di non essere in grado di aiutarla a trovare suo figlio perché dipende dal changeling. Alla fine della storia Kim spara a Big Earl, che teneva prigionieri i changeling nel boschetto. Finalmente libero, il changeling a torna a casa sua e libera Will.

### Terza Storia
Caprice e suo fratello minore Duncan stanno viaggiando con i loro genitori Taylor e Diane per andare a visitare la loro anziana zia Edda. Durante il loro soggiorno, Edda racconta della creatura mitologica Krampus, che spaventa Caprice, dopo che Duncan ha distrutto di proposito una statuetta di Krampus nel tentativo di irritare il badante di Edda, Gerhardt. I loro genitori decidono di portare i bambini a casa su insistenza di Edda, ma lungo la strada subiscono un incidente d'auto che li costringe a proseguire a piedi. Consapevoli di essere braccati dai Krampus perché si sono comportati male, i membri della famiglia si rifugiano in una chiesa dove tentano di confessare i loro peccati credendo che Krampus li risparmierà se lo fanno. Tuttavia, vengono eliminati uno per uno fino a quando rimane solo Caprice. Caprice riesce a fuggire a casa di zia Edda. Riesce a uccidere il Krampus che In realtà era Gerhardt. Si era trasformato in Krampus a causa della sua rabbia per le azioni della famiglia e Edda ne era pienamente consapevole. Furiosa, Caprice si trasforma a sua volta nel Krampus e uccide Edda.

### Quarta Storia
Mentre si prepara per un Natale impegnativo, Babbo Natale scopre che tutti i suoi elfi e sua moglie si sono trasformati in zombi dopo che uno degli elfi infetti è morto a causa di un impeto di rabbia. Riesce ad ucciderli tutti, ma è poi costretto a combattere contro il Krampus. Tuttavia, proprio quando sta per ucciderlo si scopre che lui è in realtà un Babbo Natale del centro commerciale di nome Norman e fa anche il meteorologo nel programma radiofonico di Dangerous Dan. In realtà aveva avuto una crisi psicotica mentre faceva gli straordinari che gli aveva fatto vedere i frequentatori dei centri commerciali come zombi. La polizia arriva e gli spara. 
Questi avvenimenti sono i disturbi al centro commerciale di cui Dangerous Dan aveva parlato durante la sua trasmissione.

## Produzione
I registi di questo film sono stati Steven Hoban, che ha creato l'idea originale, Grant Harvey e Brett Sullivan, insieme avevano lavorato alla trilogia di Licantropia Evolution. La colonna sonora è stata creata da Alex Khaskin e consisteva in spettrali adattamenti della musica tradizionale di Natale. Il film include effetti speciali cruenti.

## Accoglienza
Jake Dee di Arrow in the Head ha valutato il film un 5/10, definendo i suoi episodi "irregolari" e affermando che solo gli ultimi due episodi sono riusciti a essere memorabili. Brett Gallman di Oh, the Horror! si è espresso critiche simili, affermando che il film sarebbe stato migliore se i suoi episodi fossero stati riprodotti separatamente.
Non tutte le recensioni del film, tuttavia, sono state negative. Brad Miska di Bloody Disgusting ha dato al film una recensione positiva, scrivendo: "Sebbene A Christmas Horror Story non abbia le qualità di una grande uscita nelle sale, è abbastanza divertente da gratificare gli spettatori.  Jay Seaver di eFilmCritic ha assegnato al film 4/5 stelle, definendolo "un'opera solidamente divertente".